# ألبرتو مارتن
ألبرتو مارتن ماغريت (Alberto Martín Magret), لاعب كرة مضرب إسباني, من مواليد مدينة برشلونة في (20 أغسطس 1978), احترف الرياضة في 1995.
أعلى ترتيب له كان الـ 34 على مستوى العالم وكان ذلك في 2001, ولكن في أكتوبر 2007, خرج من قائمة المئة الأوائل. مجموع الجوائز مايقارب $ 2,800,000.

## روابط خارجية
- ألبرتو مارتن على موقع رابطة محترفي التنس (الإنجليزية)
- ألبرتو مارتن على موقع الاتحاد الدولي لكرة المضرب (الإنجليزية)
- ألبرتو مارتن على موقع كأس ديفيز (الإنجليزية)
- ألبرتو مارتن على موقع خلاصة التنس.كوم (الإنجليزية)